# Hymenodontopsis
Hymenodontopsis là một chi rêu trong họ Rhizogoniaceae.